# Panzerwerfer 42
150-мм Панцерверфер 42 (нім. 15 cm Panzerwerfer 42 auf Selbstfahrlafette Sd.Kfz.4/1) — німецька самохідна 150-мм реактивна система залпового вогню на напівгусеничній базі бронеавтомобіля Sd.Kfz 4 «Maultier» часів Другої світової війни. Інший варіант РСЗВ мав назву 15 cm Panzerwerfer 42 auf Schwerer Wehrmachtsschlepper.

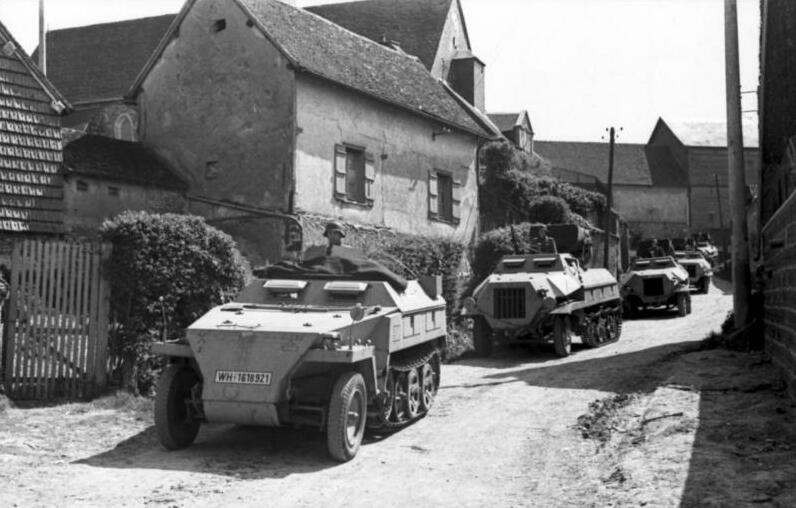
Бронетранспортер Sd.Kfz. 250/5 на чолі колони з 4-х 15 cm Панцерверфер 42. Франція. Червень 1944
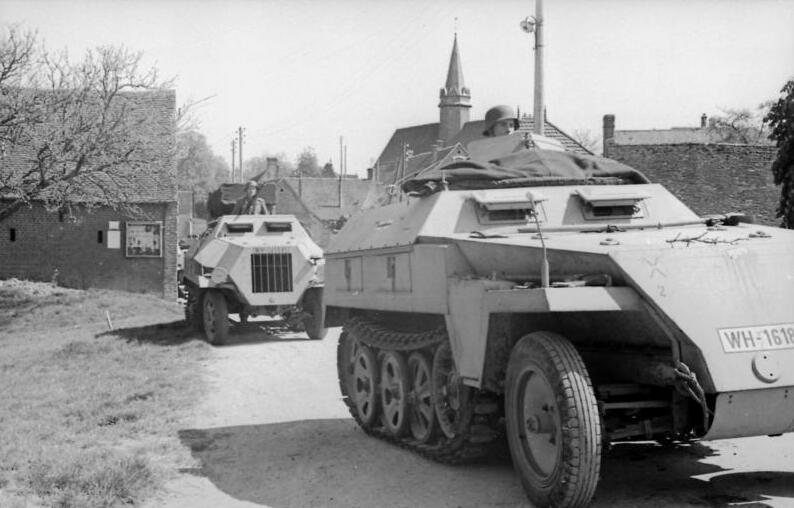
Німецька військова техніка (попереду бронетранспортер Sd.Kfz 250, далі — Panzerwerfer 42) на марші. Франція. Червень 1944
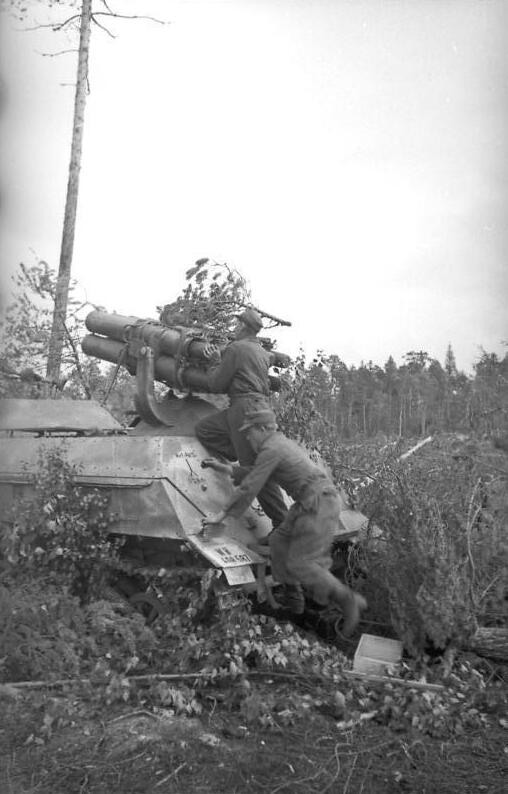
Обслуга 15 cm Panzerwerfer 42 здійснює заряджання РСЗВ. Лапландія. Фінляндія. 1944

## Відео
- Panzerwerfer Nebelwerfer Wurfrahmen Rocket Launchers [Архівовано 20 листопада 2020 у Wayback Machine.]
- Panzerwerfer 42 Salvo [Архівовано 30 червня 2014 у Wayback Machine.]